# Gamochaeta filaginea
Gamochaeta filaginea là một loài thực vật có hoa trong họ Cúc. Loài này được (DC.) Cabrera mô tả khoa học đầu tiên năm 1961.